# 1812 год в науке
В 1812 году были различные научные и технологические события, некоторые из которых представлены ниже.

## События
- 8 февраля в России Депо карт было переименовано в Военно-топографическое депо и подчинено военному министру.
- Появился первый коммерчески успешный паровоз «Саламанка», построенный Мэттью Мюрреем[англ.] из Лидса для Миддлетонской железной дороги.
- Основана обсерватория Каподимонте.

## Публикации
- Вышла в свет капитальная монография Лапласа «Аналитическая теория вероятностей», которая завершила «классический этап» развития этой науки. В XIX веке труд Лапласа выдержал во Франции три переиздания и был переведён на многие языки мира[1].

## Родились
- 12 февраля – Пьер Фавр, французский лингвист, востоковед, исследователь Малайзии.
- 20 апреля — Джузеппе, итальянский учёный-математик и астроном, писатель.
- 1 июня — Срезневский, Измаил Иванович, русский филолог-славист и историк.
- 28 июля — Ю́зеф Игна́цы Краше́вский, польский писатель, публицист, историк.
- 13 августа — Зинин, Николай Николаевич, русский химик—органик, академик Петербургской академии наук
- 26 сентября — Вильгельм Адольф Шмидт, немецкий историк.

## Скончались
- 27 мая — Генрих Юглер, немецкий врач, этнограф и исследователь полабского языка, доктор медицинских наук, Кур-Ганноверский ландфизик в Люнебурге, член Академии прикладных наук в Эрфурте, корреспондент Научного сообщества в Гёттингене и почётный член Естественно-исторического общества в Ганновере.
- 24 июля — Нестор Амбодик-Максимович, украинский и российский учёный-акушер, медик, педиатр, ботаник, фитотерапевт, геральдист. Доктор Страсбургского университета, профессор акушерства.
- 22 сентября — Вернер Абрагамсон, датский археолог.
- 20 декабря — Деларош Даниэль, швейцарский ботаник.